# پاتریسیا اتو
پاتریسیا اتو (آلمانی: Patricia Ott؛ زادهٔ ۱۵ مه ۱۹۶۰) بازیکن هاکی روی چمن اهل آلمان است.